# Rudgea ruiz-teranii
Rudgea ruiz-teranii är en måreväxtart som beskrevs av Julian Alfred Steyermark. Rudgea ruiz-teranii ingår i släktet Rudgea och familjen måreväxter. Inga underarter finns listade i Catalogue of Life.